# Jay Barrs
Jay Barrs, född 17 juli 1962, är en amerikansk idrottare som tog två OS-medaljer i bågskytte vid olympiska sommarspelen 1988, både i lag och individuellt.